# Utsubo Kubota
Utsubo Kubota (窪田 空穂, nascido em 8 de junho de 1877 ― 12 de abril de 1967) foi um poeta japonês do estilo tanka. Ele também escreveu poesia em outras formas, bem como ficção em prosa, não-ficção, obras críticas e acadêmicas sobre a literatura clássica japonesa. Além disso, foi palestrante na Universidade de Waseda.

## Vida

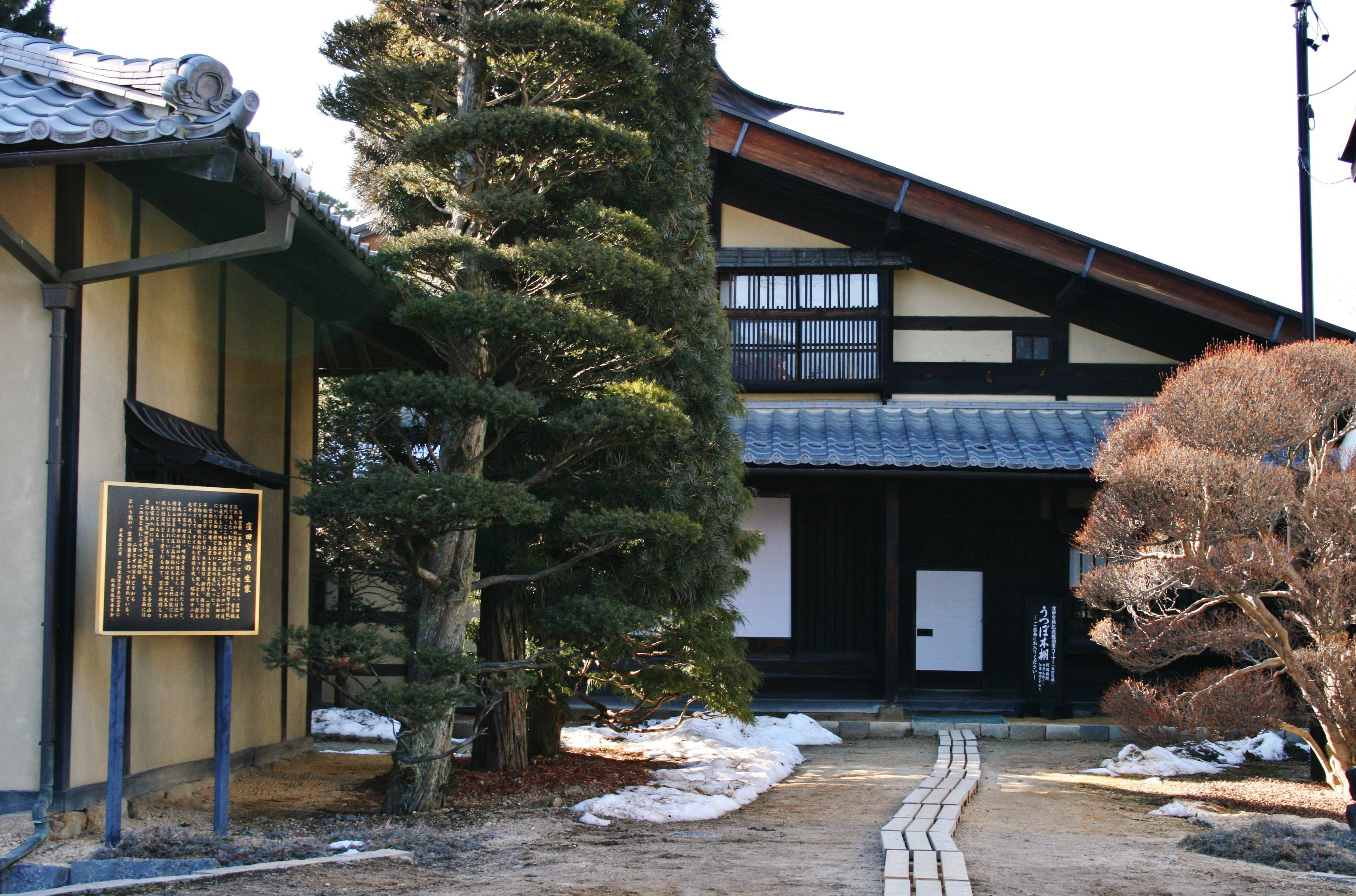
Local de nascimento do poeta Utsubo Kubota

Utsubo nasceu em 8 de junho de 1877, no distrito de Higashichikuma, na prefeitura de Nagano. Seu nome de nascimento é Tsūji Kubota (窪田 通治, em japonês). Formou-se na Escola de Letras da atual Universidade de Waseda. Depois de trabalhar como repórter em vários jornais e revistas, voltou para a universidade para se tornar conferencista em literatura. Utsubo morreu em 12 de abril de 1967.

## Obras
Kubota foi um dos principais poetas da escola naturalista do Japão. Escreveu inúmeros poemas no estilo tanka, bem como em waka. Chamou a atenção do poeta Tekkan Yosano pela poesia em tanka publicada na revista Bunko no ano de 1900. No início de sua carreira literária, publicou shintaishis (poesias em formas modernas) e tanka na revista Myōjō, mas abandonou após um ano.
Em 1905, publicou a antologia Mahiruno (まひる野, em japonês). Após a publicação desta obra, ganhou interesse pela filosofia do naturalismo e começou a escrever ficção em prosa e engajando em críticas literárias. Em 1911, publicou sua coleção de histórias Rohen (炉辺, em japonês). Em 1912, publicou a obra Utsubo Kashū (空穂歌集, em japonês), com a intenção de se distanciar do gênero tanka, mas continuou a escrevê-los ao longo de sua carreira.

## Recepção

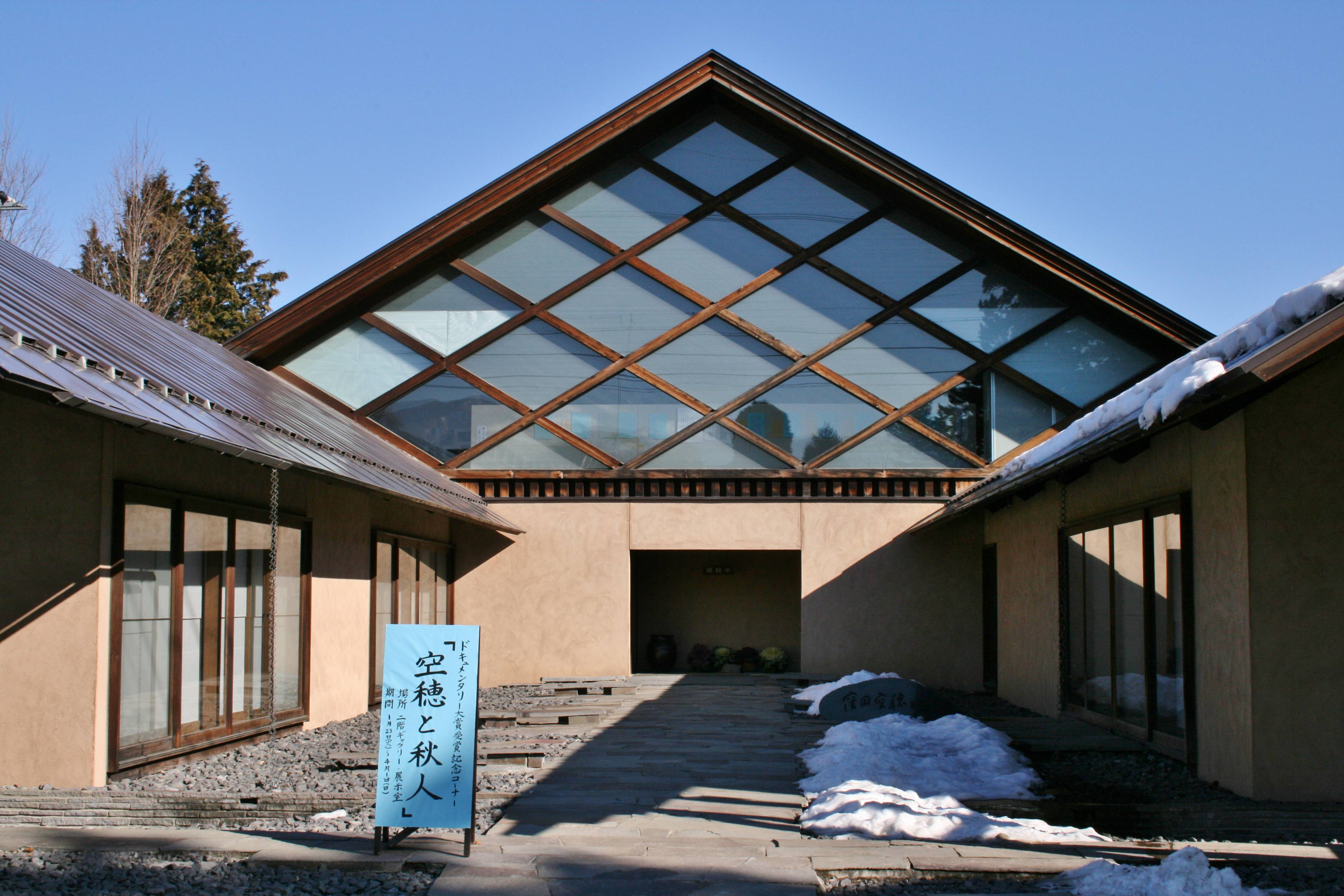
Memorial do poeta Utsubo Kubota

O historiador e crítico literário Donald Keene escreveu que Kubota alcançou sua maior distinção como poeta muito tarde, contrastando com os poetas associados à revista Myōjō. O historiador notou que a poesia de Kubota tem uma perfeição quanto à dicção que desafia a tradução, embora seus temas e imagens sejam menos convincentes do que os outros poetas naturalistas.